# Guan dao

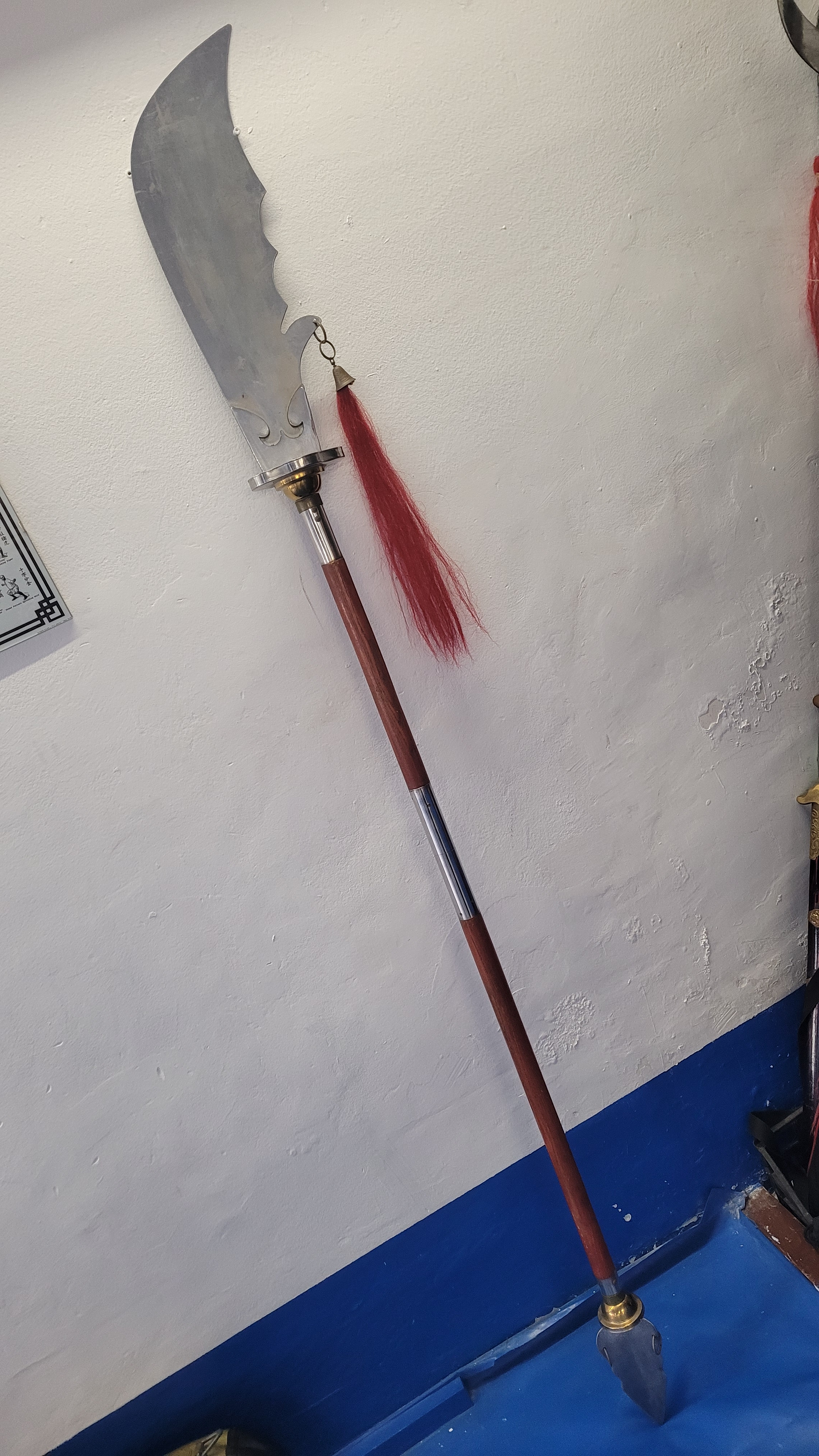
Imagen de Guan Dao clásico.

Un guan dao, kwan dao, o kuan tao es un tipo de arma de asta china que se utiliza actualmente en algunas formas de artes marciales de China. En chino se llama correctamente 偃月刀 yan yue dao ("hoja lunar reclinada"), el nombre con el que siempre aparece en los textos de la canción para las dinastías Qing como el Zongyao Wujing y Huangchao Liqi Tushi. Es comparable a una guja o una guadaña de guerra europea y consta de una pesada hoja con un pico en la parte posterior y, a veces también una muesca en la base superior de la espiga, que puede servir para tomar el arma de un oponente. Además, hay a menudo estrías irregulares que llevan el borde posterior de la hoja de la espiga. La hoja está montada al final de un mango de  1,5 a 1,8 metros (5.6 pies) de madera o de metal con un peso de metal que se utiliza para equilibrar la pesada hoja y para golpear en el extremo opuesto. La hoja tiene curvas profundas y por lo tanto, a diferencia de la mayoría de armas de asta, sólo es útil para los cortes radicales en los que se basa en rango y poder. 
En las versiones modernas, una faja roja o borla se adjunta en la articulación de la vara y la cuchilla. Las variaciones incluyen ciclos que tienen a lo largo del borde de la espalda recta como en los nueve anillos Guan dao, con la punta de la curvatura en un espiral redondeado como en la Guan Dao elefante (literalmente "cuchilla elefante"), o con un diseño más recargado como lo demuestra por la pava de cabeza de dragón de la guan dao. Sin embargo, además de la "cuchilla elefante" ninguna de estas variaciones parecen tener fundamento histórico.

## Escritura
- Chino tradicional: 關刀
- Chino simplificado: 关刀

### Transliteraciones
- Yanyue dao:		
  - Chino: 偃月刀
  - Significado literal: hoja lunar reclinada

- Mandarín:
  - Hanyu Pinyin: yǎnyuè dāo

- Cantonés:
  - Jyutping: jin2 jyut6 dou1
  - IPA: jiːn35 jyːt2 tou55